# Storträsk (sjö i Kyrkslätt, Nyland)
Storträsk är en sjö i Finland. Den ligger i kommunen Kyrkslätt i landskapet Nyland, i den södra delen av landet, 30 km väster om huvudstaden Helsingfors. Storträsk ligger 26 meter över havet. I omgivningarna runt Storträsk växer i huvudsak blandskog. Arean är 13,6 hektar och strandlinjen är 2,22 kilometer lång. Sjön  ingår i Finska vikens kustområde. 